# Sericosura cochleifovea
Sericosura cochleifovea is een zeespin uit de familie Ammotheidae. De soort behoort tot het geslacht Sericosura. Sericosura cochleifovea werd in 1989 voor het eerst wetenschappelijk beschreven door Child. 